# バレーボールヨルダン女子代表
バレーボールヨルダン女子代表は、バレーボールの国際大会で編成されるヨルダンの女子バレーボールナショナルチームである。

## 歴史
1970年に国際バレーボール連盟へ加盟。アジア選手権にはまだ出場を果たしていない。2006年世界選手権アジア予選はグループA 5位で敗退した。

## 過去の成績

### オリンピックの成績
- 出場なし

### 世界選手権の成績
- 2006年 - アジア予選敗退
- 2010年 - 不参加

### アジア選手権の成績
- 出場なし